# 埃米嫩斯 (肯塔基州)
埃米嫩斯（英語：Eminence），是美国肯塔基州的一座城市。面积约为7.5平方公里（2.9平方英里）。根据2010年美国人口普查，该市的人口为2,498人。